# 霍倫斯維爾 (密蘇里州)
霍倫斯維爾（英語：Hollensville）是位於美國密蘇里州奧德雷恩縣的非建制地區。

## 歷史
霍倫斯維爾的郵局於1896年設立，其後於1907年停運。

## 地理
霍倫斯維爾所處的海拔為高於海平面240米（即787英呎），而該地所採用的時區為UTC-6，即北美中部時區（CST）。同時該地設有夏令時間，為UTC-6調快一小時，即UTC-5（CDT）。